# Inuyasha: The Secret of the Cursed Mask
Inuyasha: The Secret of the Cursed Mask, conocido en Japón como Inuyasha: The Cursed Mask (犬夜叉 呪詛の仮面 InuYasha: Juso no Kamen?), es un videojuego de rol para la PlayStation 2 basado en la serie de manga y anime Inuyasha. El jugador puede elegir jugar como una mujer llamada Kaname Kururugi o como un hombre llamado Michiru Kururugi. Independientemente del género elegido, se hace referencia al personaje usando el apellido Kururugi. Sin embargo, en la versión norteamericana, se hace referencia al personaje usando su nombre de pila (cualquier oración que contenga el nombre del jugador no tiene voz en off).

## Recepción
El juego recibió críticas "mixtas" según el agregador de reseñas de videojuegos Metacritic. En Japón, Famitsu le dio una puntuación de uno siete, uno seis, uno cinco y uno seis, para un total de 24 sobre 40.